# Russische ploeg op de Olympische Winterspelen 2022

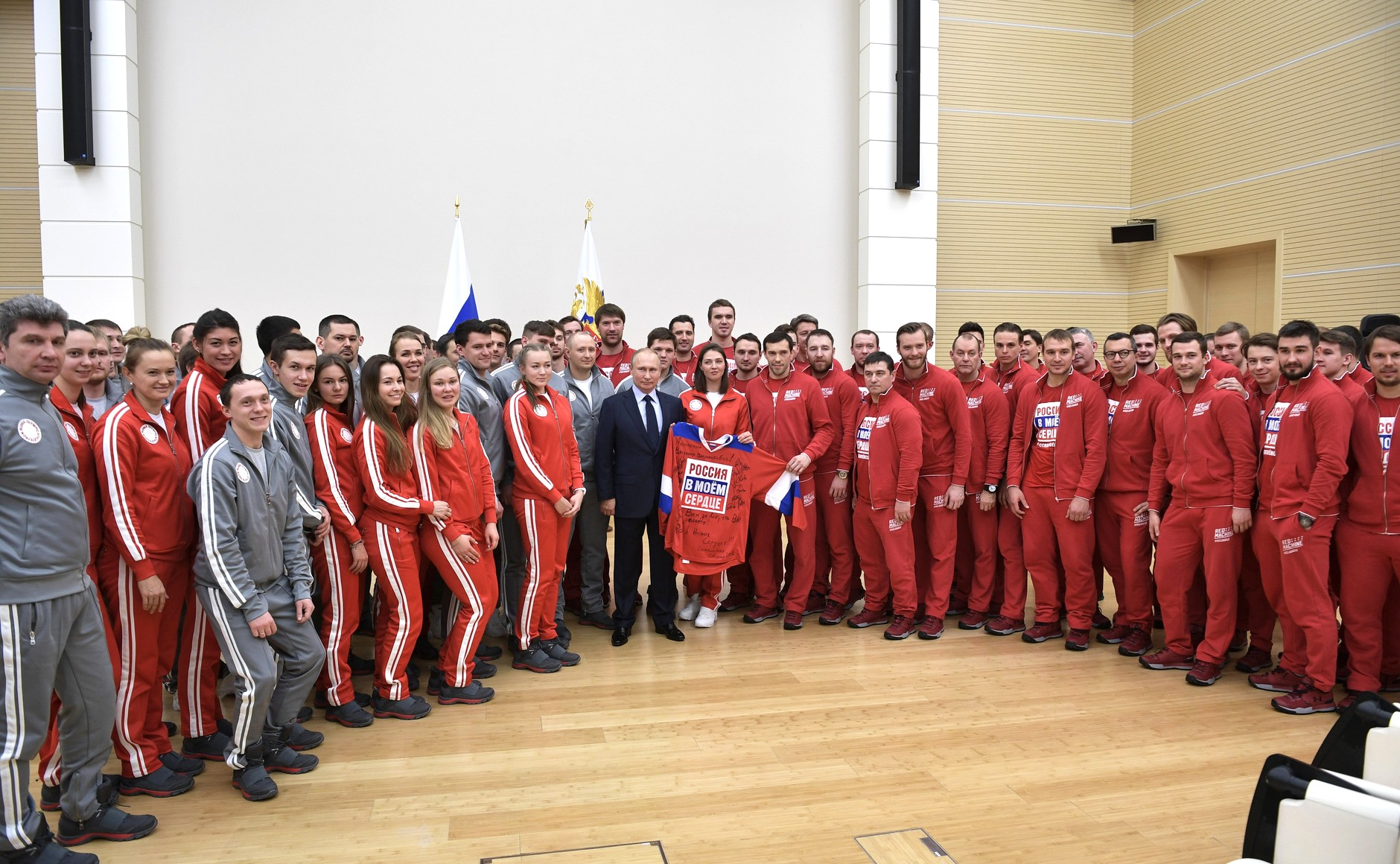
Bezoek van Vladimir Poetin aan de sporters

Als Russisch Olympisch Comité (ROC) namen sporters uit Rusland deel aan de Olympische Winterspelen 2022 in Peking, China.

## Medailleoverzicht
| Sport | Olympiër | Onderdeel | Medaille |
| ----- | -------- | --------- | -------- |
|       |          |           |          |

## Deelnemers en resultaten
(m) = mannen, (v) = vrouwen 

### Alpineskiën
Mannen
| Naam                  | Onderdeel         | 1e run | 1e run | 2e run | 2e run | Totaal | Totaal |
| Naam                  | Onderdeel         | Tijd   | Rang   | Tijd   | Rang   | Tijd   | Rang   |
| --------------------- | ----------------- | ------ | ------ | ------ | ------ | ------ | ------ |
| Aleksandr Andrjenko   |                   |        |        |        |        |        |        |
| Aleksandr Chorosjilov |                   |        |        |        |        |        |        |
| Ivan Koeznetsov       | Alpine combinatie |        |        |        |        |        |        |

Vrouwen
| Naam                   | Onderdeel         | 1e run | 1e run | 2e run | 2e run | Totaal | Totaal |
| Naam                   | Onderdeel         | Tijd   | Rang   | Tijd   | Rang   | Tijd   | Rang   |
| ---------------------- | ----------------- | ------ | ------ | ------ | ------ | ------ | ------ |
| Anastasia Gornostajeva |                   |        |        |        |        |        |        |
| Polina Melnikova       |                   |        |        |        |        |        |        |
| Joelia Plesjkova       |                   |        |        |        |        |        |        |
| Jekaterina Tkatsjenko  | Alpine combinatie |        |        |        |        |        |        |

Gemengd
| Naam | Onderdeel       | Eerste ronde           | Kwartfinale            | Halve finale           | Finale / BM            | Finale / BM |
| Naam | Onderdeel       | Tegenstander Resultaat | Tegenstander Resultaat | Tegenstander Resultaat | Tegenstander Resultaat | Rang        |
| ---- | --------------- | ---------------------- | ---------------------- | ---------------------- | ---------------------- | ----------- |
|      | Landenwedstrijd |                        |                        |                        |                        |             |

### Biatlon
Mannen
| Naam               | Onderdeel | Tijd | Missers | Rang |
| ------------------ | --------- | ---- | ------- | ---- |
| Said Chalili       |           |      |         |      |
| Edoeard Latypov    |           |      |         |      |
| Aleksandr Loginov  |           |      |         |      |
| Danil Serochvostov |           |      |         |      |
| Maksim Tsvetkov    |           |      |         |      |
|                    | Estafette |      |         |      |

Vrouwen
| Naam                  | Onderdeel | Tijd | Missers | Rang |
| --------------------- | --------- | ---- | ------- | ---- |
| Irina Kazakevitsj     |           |      |         |      |
| Svetlana Mironova     |           |      |         |      |
| Oeljana Nigmatoellina |           |      |         |      |
| Kristina Reztsova     |           |      |         |      |
| Valeria Vasnetsova    |           |      |         |      |
|                       | Estafette |      |         |      |

Gemengd
| Naam | Onderdeel | Tijd | Missers | Rang |
| ---- | --------- | ---- | ------- | ---- |
|      | Estafette |      |         |      |

### Bobsleeën
Mannen
| Naam                                                                    | Onderdeel   | Run 1 | Run 1 | Run 2 | Run 2 | Run 3 | Run 3 | Run 4 | Run 4 | Totaal | Totaal |
| Naam                                                                    | Onderdeel   | Tijd  | Rang  | Tijd  | Rang  | Tijd  | Rang  | Tijd  | Rang  | Tijd   | Rang   |
| ----------------------------------------------------------------------- | ----------- | ----- | ----- | ----- | ----- | ----- | ----- | ----- | ----- | ------ | ------ |
| Maksim Andrjanov* Aleksej Poesjkarev                                    | Tweemansbob |       |       |       |       |       |       |       |       |        |        |
| Rostislav Gajtjoekevitsj* Michail Mordasov                              | Tweemansbob |       |       |       |       |       |       |       |       |        |        |
| Maksim Andrjanov* Aleksej Poesjkarev Vasili Kondratenko Dmitri Lopin    | Viermansbob |       |       |       |       |       |       |       |       |        |        |
| Rostislav Gajtjoekevitsj* Michail Mordasov Pavel Travkin Aleksej Laptev | Viermansbob |       |       |       |       |       |       |       |       |        |        |

Vrouwen
| Naam                                   | Onderdeel   | Run 1 | Run 1 | Run 2 | Run 2 | Run 3 | Run 3 | Run 4 | Run 4 | Totaal | Totaal |
| Naam                                   | Onderdeel   | Tijd  | Rang  | Tijd  | Rang  | Tijd  | Rang  | Tijd  | Rang  | Tijd   | Rang   |
| -------------------------------------- | ----------- | ----- | ----- | ----- | ----- | ----- | ----- | ----- | ----- | ------ | ------ |
| Nadezjda Sergejeva                     | Monobob     |       |       |       |       |       |       |       |       |        |        |
| Anastasia Makarova* Jelena Mamedova    | Tweemansbob |       |       |       |       |       |       |       |       |        |        |
| Nadezjda Sergejeva Joelia Belomestnych | Tweemansbob |       |       |       |       |       |       |       |       |        |        |

### Curling
| Team                                                                                 | Onderdeel | Groepsfase     | Groepsfase     | Groepsfase     | Groepsfase     | Groepsfase     | Groepsfase     | Groepsfase     | Groepsfase     | Groepsfase     | Groepsfase | Tiebreaker     | Halve finale   | Finale / BM    | Finale / BM |
| Team                                                                                 | Onderdeel | Opponent Score | Opponent Score | Opponent Score | Opponent Score | Opponent Score | Opponent Score | Opponent Score | Opponent Score | Opponent Score | Rang       | Opponent Score | Opponent Score | Opponent Score | Rang        |
| ------------------------------------------------------------------------------------ | --------- | -------------- | -------------- | -------------- | -------------- | -------------- | -------------- | -------------- | -------------- | -------------- | ---------- | -------------- | -------------- | -------------- | ----------- |
| Sergej Gloechov Dmitri Mironov Jevgeni Klimov Anton Kalalb Danil Gorjatsjev          | Mannen    | USA 5 - 6      | CHN 7 - 4      | SUI 3 - 6      | DEN 10 - 2     | ITA 10 - 7     | SWE 5 - 7      | NOR 5 - 12     | CAN 7 - 6      | GBR 6 - 8      | 8          | --             | --             | --             | --          |
| Alina Kovaleva Joelia Portoenova Galina Arsenkina Jekaterina Koezmina Maria Komarova | Vrouwen   | USA 3 - 9      | SUI 7 - 8      | KOR 5 - 9      | JPN 5 - 10     | CAN 5 - 11     | DEN 5 - 10     | CHN 11 - 5     | SWE 5 - 8      | GBR 4 - 9      | 10         | --             | --             | --             | --          |

### Freestyleskiën
Aerials
| Naam                 | Onderdeel | Kwalificatie | Kwalificatie | Kwalificatie | Kwalificatie | Finale   | Finale   | Finale   | Finale   | Finale   | Finale   |
| Naam                 | Onderdeel | Sprong 1     | Sprong 1     | Sprong 2     | Sprong 2     | Sprong 1 | Sprong 1 | Sprong 2 | Sprong 2 | Sprong 3 | Sprong 3 |
| -------------------- | --------- | ------------ | ------------ | ------------ | ------------ | -------- | -------- | -------- | -------- | -------- | -------- |
| Ilja Boerov          | Mannen    |              |              |              |              |          |          |          |          |          |          |
| Maksim Boerov        | Mannen    |              |              |              |              |          |          |          |          |          |          |
| Stanislav Nikitin    | Mannen    |              |              |              |              |          |          |          |          |          |          |
| Ljoebov Nikitina     | Vrouwen   |              |              |              |              |          |          |          |          |          |          |
| Jesenia Pantjoechova | Vrouwen   |              |              |              |              |          |          |          |          |          |          |
| Anastasia Prytkova   | Vrouwen   |              |              |              |              |          |          |          |          |          |          |
|                      | Team      |              |              |              |              |          |          |          |          |          |          |

Big air & Slopestyle
| Naam               | Onderdeel      | Kwalificatie | Kwalificatie | Kwalificatie | Kwalificatie | Finale | Finale | Finale | Finale | Finale |
| Naam               | Onderdeel      | Run 1        | Run 2        | Beste        | Rang         | Run 1  | Run 2  | Run 3  | Beste  | Rang   |
| ------------------ | -------------- | ------------ | ------------ | ------------ | ------------ | ------ | ------ | ------ | ------ | ------ |
| Ksenia Orlova      | Big air (v)    |              |              |              |              |        |        |        |        |        |
| Ksenia Orlova      | Slopestyle (v) |              |              |              |              |        |        |        |        |        |
| Anastasia Tatalina | Big air (v)    |              |              |              |              |        |        |        |        |        |
| Anastasia Tatalina | Slopestyle (v) |              |              |              |              |        |        |        |        |        |

Halfpipe
| Naam                | Onderdeel | Kwalificatie | Kwalificatie | Kwalificatie | Kwalificatie | Finale | Finale | Finale | Finale | Finale |
| Naam                | Onderdeel | Run 1        | Run 2        | Beste        | Rang         | Run 1  | Run 2  | Run 3  | Beste  | Rang   |
| ------------------- | --------- | ------------ | ------------ | ------------ | ------------ | ------ | ------ | ------ | ------ | ------ |
| Roman Jegorov       | Mannen    |              |              |              |              |        |        |        |        |        |
| Aleksandra Glazkova | Vrouwen   |              |              |              |              |        |        |        |        |        |

Moguls
| Naam                  | Onderdeel | Kwalificatie | Kwalificatie | Kwalificatie | Kwalificatie | Kwalificatie | Kwalificatie | Kwalificatie | Kwalificatie | Finale | Finale | Finale | Finale | Finale | Finale | Finale | Finale | Finale | Finale | Finale | Finale |
| Naam                  | Onderdeel | Run 1        | Run 1        | Run 1        | Run 1        | Run 2        | Run 2        | Run 2        | Run 2        | Run 1  | Run 1  | Run 1  | Run 1  | Run 2  | Run 2  | Run 2  | Run 2  | Run 3  | Run 3  | Run 3  | Run 3  |
| Naam                  | Onderdeel | Tijd         | Score        | Totaal       | Rang         | Tijd         | Score        | Totaal       | Rang         | Tijd   | Score  | Totaal | Rang   | Tijd   | Score  | Totaal | Rang   | Tijd   | Score  | Totaal | Rang   |
| --------------------- | --------- | ------------ | ------------ | ------------ | ------------ | ------------ | ------------ | ------------ | ------------ | ------ | ------ | ------ | ------ | ------ | ------ | ------ | ------ | ------ | ------ | ------ | ------ |
| Nikita Andrejev       | Mannen    |              |              |              |              |              |              |              |              |        |        |        |        |        |        |        |        |        |        |        |        |
| Nikita Novitsjki      | Mannen    |              |              |              |              |              |              |              |              |        |        |        |        |        |        |        |        |        |        |        |        |
| Viktoria Lazarenko    | Vrouwen   |              |              |              |              |              |              |              |              |        |        |        |        |        |        |        |        |        |        |        |        |
| Anastasia Pervoesjina | Vrouwen   |              |              |              |              |              |              |              |              |        |        |        |        |        |        |        |        |        |        |        |        |
| Anastasia Smirnova    | Vrouwen   |              |              |              |              |              |              |              |              |        |        |        |        |        |        |        |        |        |        |        |        |
| Polina Tsjoedinova    | Vrouwen   |              |              |              |              |              |              |              |              |        |        |        |        |        |        |        |        |        |        |        |        |

Skicross
| Naam                  | Onderdeel | Plaatsingsronde | Plaatsingsronde | Plaatsingsronde | Plaatsingsronde | Plaatsingsronde | Plaatsingsronde | Achtste finale | Kwartfinale | Halve finale | Finale | Finale |
| Naam                  | Onderdeel | Run 1           | Run 1           | Run 2           | Run 2           | Snelste         | Rang            | Achtste finale | Kwartfinale | Halve finale | Finale | Finale |
| Naam                  | Onderdeel | Tijd            | Rang            | Tijd            | Rang            | Snelste         | Rang            | Plaats         | Plaats      | Plaats       | Plaats | Rang   |
| --------------------- | --------- | --------------- | --------------- | --------------- | --------------- | --------------- | --------------- | -------------- | ----------- | ------------ | ------ | ------ |
| Igor Omelin           | Mannen    |                 |                 |                 |                 |                 |                 |                |             |              |        |        |
| Sergej Ridzik         | Mannen    |                 |                 |                 |                 |                 |                 |                |             |              |        |        |
| Kirill Sysojev        | Mannen    |                 |                 |                 |                 |                 |                 |                |             |              |        |        |
| Jekaterina Maltseva   | Vrouwen   |                 |                 |                 |                 |                 |                 |                |             |              |        |        |
| Jelizaveta Ponkratova | Vrouwen   |                 |                 |                 |                 |                 |                 |                |             |              |        |        |
| Natalja Sjerina       | Vrouwen   |                 |                 |                 |                 |                 |                 |                |             |              |        |        |
| Anastasia Tsjirtsova  | Vrouwen   |                 |                 |                 |                 |                 |                 |                |             |              |        |        |

### Kunstrijden
Individueel
| Naam                | Onderdeel | KK    | KK   | VK    | VK   | Totaal | Totaal |
| Naam                | Onderdeel | Score | Rang | Score | Rang | Score  | Rang   |
| ------------------- | --------- | ----- | ---- | ----- | ---- | ------ | ------ |
| Mark Kondratjoek    | Mannen    |       |      |       |      |        |        |
| Andrej Mozalev      | Mannen    |       |      |       |      |        |        |
| Jevgeni Semenenko   | Mannen    |       |      |       |      |        |        |
| Anna Sjtsjerbakova  | Vrouwen   |       |      |       |      |        |        |
| Aleksandra Troesova | Vrouwen   |       |      |       |      |        |        |
| Kamila Valijeva     | Vrouwen   |       |      |       |      |        |        |

Gemengd
| Naam                                  | Onderdeel | KK    | KK   | VK    | VK   | Totaal | Totaal |
| Naam                                  | Onderdeel | Score | Rang | Score | Rang | Score  | Rang   |
| ------------------------------------- | --------- | ----- | ---- | ----- | ---- | ------ | ------ |
| Aleksandra Bojkova Dmitri Kozlovski   | Paren     |       |      |       |      |        |        |
| Anastasia Misjina Aleksandr Galljamov | Paren     |       |      |       |      |        |        |
| Jevgenia Tarasova Vladimir Morozov    | Paren     |       |      |       |      |        |        |
| Diana Davis Gleb Smolkin              | IJsdansen |       |      |       |      |        |        |
| Viktoria Sinitsina Nikita Katsalapov  | IJsdansen |       |      |       |      |        |        |
| Aleksandra Stepanova Ivan Boekin      | IJsdansen |       |      |       |      |        |        |

Team
| Naam | Onderdeel  | Korte kür       | Korte kür       | Korte kür       | Korte kür       | Korte kür | Korte kür | Vrije kür       | Vrije kür       | Vrije kür       | Vrije kür       | Vrije kür | Vrije kür |
| Naam | Onderdeel  | Mannen          | Vrouwen         | Paren           | IJsdansen       | Totaal    | Totaal    | Mannen          | Vrouwen         | Paren           | IJsdansen       | Totaal    | Totaal    |
| Naam | Onderdeel  | Score Teamscore | Score Teamscore | Score Teamscore | Score Teamscore | Score     | Rang      | Score Teamscore | Score Teamscore | Score Teamscore | Score Teamscore | Score     | Rang      |
| ---- | ---------- | --------------- | --------------- | --------------- | --------------- | --------- | --------- | --------------- | --------------- | --------------- | --------------- | --------- | --------- |
|      | Landenteam |                 |                 |                 |                 |           |           |                 |                 |                 |                 |           |           |

### Langlaufen
Lange afstanden
Mannen
| Naam                 | Onderdeel         | Uitslag | Uitslag |
| Naam                 | Onderdeel         | Tijd    | Rang    |
| -------------------- | ----------------- | ------- | ------- |
| Aleksandr Bolsjoenov |                   |         |         |
| Ivan Jakimoesjkin    |                   |         |         |
| Artjom Maltsev       |                   |         |         |
| Sergej Oestjoegov    |                   |         |         |
| Ilja Semikov         |                   |         |         |
| Denis Spitsov        |                   |         |         |
| Aleksandr Terentjev  |                   |         |         |
| Aleksej Tsjervotkin  |                   |         |         |
|                      | 4×10 km estafette |         |         |

Vrouwen
| Naam               | Onderdeel        | Uitslag | Uitslag |
| Naam               | Onderdeel        | Tijd    | Rang    |
| ------------------ | ---------------- | ------- | ------- |
| Maria Istomina     |                  |         |         |
| Hristina Matsokina |                  |         |         |
| Natalja Neprjajeva |                  |         |         |
| Anastasia Rygalina |                  |         |         |
| Tatjana Sorina     |                  |         |         |
| Veronika Stepanova |                  |         |         |
| Joelia Stoepak     |                  |         |         |
| Lilja Vasiljeva    |                  |         |         |
|                    | 4×5 km estafette |         |         |

Sprint
Mannen
| Naam | Onderdeel  | Kwalificatie | Kwalificatie | Kwartfinales | Kwartfinales | Halve finales | Halve finales | Finale | Finale |
| Naam | Onderdeel  | Tijd         | Rang         | Tijd         | Rang         | Tijd          | Rang          | Tijd   | Rang   |
| ---- | ---------- | ------------ | ------------ | ------------ | ------------ | ------------- | ------------- | ------ | ------ |
|      | Sprint     |              |              |              |              |               |               |        |        |
|      |            |              |              |              |              |               |               |        |        |
|      |            |              |              |              |              |               |               |        |        |
|      |            |              |              |              |              |               |               |        |        |
|      | Teamsprint | n.v.t.       | n.v.t.       | n.v.t.       | n.v.t.       |               |               |        |        |

Vrouwen
| Naam | Onderdeel  | Kwalificatie | Kwalificatie | Kwartfinales | Kwartfinales | Halve finales | Halve finales | Finale | Finale |
| Naam | Onderdeel  | Tijd         | Rang         | Tijd         | Rang         | Tijd          | Rang          | Tijd   | Rang   |
| ---- | ---------- | ------------ | ------------ | ------------ | ------------ | ------------- | ------------- | ------ | ------ |
|      | Sprint     |              |              |              |              |               |               |        |        |
|      |            |              |              |              |              |               |               |        |        |
|      |            |              |              |              |              |               |               |        |        |
|      |            |              |              |              |              |               |               |        |        |
|      | Teamsprint | n.v.t.       | n.v.t.       | n.v.t.       | n.v.t.       |               |               |        |        |

### Noordse combinatie
| Naam               | Onderdeel              | Schansspringen | Schansspringen | Schansspringen | Langlaufen | Langlaufen | Totaal | Totaal |
| Naam               | Onderdeel              | Afstand        | Punten         | Rang           | Tijd       | Rang       | Tijd   | Rang   |
| ------------------ | ---------------------- | -------------- | -------------- | -------------- | ---------- | ---------- | ------ | ------ |
| Vjatsjeslav Barkov | Normale schans + 10 km |                |                |                |            |            |        |        |
| Vjatsjeslav Barkov | Grote schans + 10 km   |                |                |                |            |            |        |        |
| Artjom Galoenin    | Normale schans + 10 km |                |                |                |            |            |        |        |
| Artjom Galoenin    | Grote schans + 10 km   |                |                |                |            |            |        |        |
| Samir Mastjev      | Normale schans + 10 km |                |                |                |            |            |        |        |
| Samir Mastjev      | Grote schans + 10 km   |                |                |                |            |            |        |        |

### Rodelen
Individueel
| Naam                     | Onderdeel | Run 1 | Run 1 | Run 2 | Run 2 | Run 3 | Run 3 | Run 4 | Run 4 | Totaal | Totaal |
| Naam                     | Onderdeel | Tijd  | Rang  | Tijd  | Rang  | Tijd  | Rang  | Tijd  | Rang  | Tijd   | Rang   |
| ------------------------ | --------- | ----- | ----- | ----- | ----- | ----- | ----- | ----- | ----- | ------ | ------ |
| Aleksandr Gorbatsjevitsj | Mannen    |       |       |       |       |       |       |       |       |        |        |
| Semjon Pavlitsjenko      | Mannen    |       |       |       |       |       |       |       |       |        |        |
| Roman Repilov            | Mannen    |       |       |       |       |       |       |       |       |        |        |
| Viktoria Demtsjenko      | Vrouwen   |       |       |       |       |       |       |       |       |        |        |
| Tatjana Ivanova          | Vrouwen   |       |       |       |       |       |       |       |       |        |        |
| Jekaterina Katnikova     | Vrouwen   |       |       |       |       |       |       |       |       |        |        |

Gemengd
| Naam                                 | Onderdeel | Run 1 | Run 1 | Run 2 | Run 2 | Run 3  | Run 3  | Totaal | Totaal |
| Naam                                 | Onderdeel | Tijd  | Rang  | Tijd  | Rang  | Tijd   | Rang   | Tijd   | Rang   |
| ------------------------------------ | --------- | ----- | ----- | ----- | ----- | ------ | ------ | ------ | ------ |
| Andrej Bogdanov Joeri Prochorov      | Dubbels   |       |       |       |       | n.v.t. | n.v.t. |        |        |
| Aleksandr Denisjev Vladislav Antonov | Dubbels   |       |       |       |       | n.v.t. | n.v.t. |        |        |
|                                      | Estafette |       |       |       |       |        |        |        |        |

### Schaatsen
Mannen
| Naam                  | Onderdeel | Uitslag    | Uitslag |
| Naam                  | Onderdeel | Tijd       | Rang    |
| --------------------- | --------- | ---------- | ------- |
| Daniil Aldosjkin      | 1500m     | 1.46,33    | 14      |
| Artjom Arefjev        |           |            |         |
| Pavel Koelizjnikov    |           |            |         |
| Roeslan Moerasjov     |           |            |         |
| Viktor Moesjtakov     |           |            |         |
| Aleksandr Roemjantsev | 5000m     | 6.15,02    | 6       |
| Sergej Trofimov       | 1500m     | 1.45,32    | 8       |
| Sergej Trofimov       | 5000m     | 6.10,27    | 4       |
| Roeslan Zacharov      | 1500m     | 1.46,46 PR | 15      |
| Roeslan Zacharov      | 5000m     | 6.21,00    | 14      |

Vrouwen
| Naam                  | Onderdeel | Uitslag | Uitslag |
| Naam                  | Onderdeel | Tijd    | Rang    |
| --------------------- | --------- | ------- | ------- |
| Olga Fatkoelina       |           |         |         |
| Angelina Golikova     |           |         |         |
| Jelizaveta Goloebeva  | 1500m     | 1.55,30 | 7       |
| Anastasija Grigorjeva |           |         |         |
| Darja Katsjanova      |           |         |         |
| Jevgenia Lalenkova    | 1500m     | 1.55,74 | 9       |
| Jevgenia Lalenkova    | 3000m     | 4.03,42 | 10      |
| Jelena Sochrjakova    | 1500m     | 1.59,58 | 22      |
| Natalja Voronina      | 3000m     | 4.03,84 | 11      |

Massastart
| Naam | Onderdeel | Halve finale | Halve finale | Halve finale | Finale | Finale | Finale |
| Naam | Onderdeel | Punten       | Tijd         | Rang         | Punten | Tijd   | Rang   |
| ---- | --------- | ------------ | ------------ | ------------ | ------ | ------ | ------ |
|      | Mannen    |              |              |              |        |        |        |
|      |           |              |              |              |        |        |        |
|      | Vrouwen   |              |              |              |        |        |        |
|      |           |              |              |              |        |        |        |

Ploegenachtervolging
| Naam | Onderdeel | Kwartfinale       | Kwartfinale | Halve finale      | Halve finale | Finale            | Finale |
| Naam | Onderdeel | Tegenstander Tijd | Rang        | Tegenstander Tijd | Rang         | Tegenstander Tijd | Rang   |
| ---- | --------- | ----------------- | ----------- | ----------------- | ------------ | ----------------- | ------ |
|      | Mannen    |                   |             |                   |              |                   |        |
|      | Vrouwen   |                   |             |                   |              |                   |        |

### Schansspringen
Mannen
| Naam            | Onderdeel       | Kwalificatie | Kwalificatie | Kwalificatie | Eerste ronde | Eerste ronde | Eerste ronde | Finaleronde | Finaleronde | Finaleronde | Totaal | Totaal |
| Naam            | Onderdeel       | Afstand      | Score        | Rang         | Afstand      | Score        | Rang         | Afstand     | Score       | Rang        | Score  | Rang   |
| --------------- | --------------- | ------------ | ------------ | ------------ | ------------ | ------------ | ------------ | ----------- | ----------- | ----------- | ------ | ------ |
| Jevgeni Klimov  |                 |              |              |              |              |              |              |             |             |             |        |        |
| Ilja Mankov     |                 |              |              |              |              |              |              |             |             |             |        |        |
| Michail Nazarov |                 |              |              |              |              |              |              |             |             |             |        |        |
| Danil Sadrejev  |                 |              |              |              |              |              |              |             |             |             |        |        |
| Roman Trofimov  |                 |              |              |              |              |              |              |             |             |             |        |        |
|                 | Landenwedstrijd | n.v.t.       | n.v.t.       | n.v.t.       |              |              |              |             |             |             |        |        |

Vrouwen
| Naam                | Onderdeel      | Kwalificatie | Kwalificatie | Kwalificatie | Eerste ronde | Eerste ronde | Eerste ronde | Finaleronde | Finaleronde | Finaleronde | Totaal | Totaal |
| Naam                | Onderdeel      | Afstand      | Score        | Rang         | Afstand      | Score        | Rang         | Afstand     | Score       | Rang        | Score  | Rang   |
| ------------------- | -------------- | ------------ | ------------ | ------------ | ------------ | ------------ | ------------ | ----------- | ----------- | ----------- | ------ | ------ |
| Irina Avvakoemova   | Normale schans |              |              |              |              |              |              |             |             |             |        |        |
| Aleksandra Koestova | Normale schans |              |              |              |              |              |              |             |             |             |        |        |
| Irma Machina        | Normale schans |              |              |              |              |              |              |             |             |             |        |        |
| Sofja Tichonova     | Normale schans |              |              |              |              |              |              |             |             |             |        |        |

Gemengd
| Naam | Onderdeel       | Eerste ronde | Eerste ronde | Eerste ronde | Finaleronde | Finaleronde | Finaleronde | Totaal | Totaal |
| Naam | Onderdeel       | Afstand      | Score        | Rang         | Afstand     | Score       | Rang        | Score  | Rang   |
| ---- | --------------- | ------------ | ------------ | ------------ | ----------- | ----------- | ----------- | ------ | ------ |
|      | Landenwedstrijd |              |              |              |             |             |             |        |        |

### Shorttrack
Mannen
| Naam                                                                              | Onderdeel | Series | Series | Kwartfinale | Kwartfinale | Halve finale | Halve finale | Finale | Finale |
| Naam                                                                              | Onderdeel | Tijd   | Rang   | Tijd        | Rang        | Tijd         | Rang         | Tijd   | Rang   |
| --------------------------------------------------------------------------------- | --------- | ------ | ------ | ----------- | ----------- | ------------ | ------------ | ------ | ------ |
|                                                                                   | 500 m     |        |        |             |             |              |              |        |        |
| 1000 m                                                                            |           |        |        |             |             |              |              |        |        |
| 1500 m                                                                            | n.v.t.    | n.v.t. |        |             |             |              |              |        |        |
|                                                                                   | 500 m     |        |        |             |             |              |              |        |        |
| 1000 m                                                                            |           |        |        |             |             |              |              |        |        |
| 1500 m                                                                            | n.v.t.    | n.v.t. |        |             |             |              |              |        |        |
|                                                                                   | 500 m     |        |        |             |             |              |              |        |        |
| 1000 m                                                                            |           |        |        |             |             |              |              |        |        |
| 1500 m                                                                            | n.v.t.    | n.v.t. |        |             |             |              |              |        |        |
|                                                                                   | 500 m     |        |        |             |             |              |              |        |        |
| 1000 m                                                                            |           |        |        |             |             |              |              |        |        |
| 1500 m                                                                            | n.v.t.    | n.v.t. |        |             |             |              |              |        |        |
|                                                                                   | 500 m     |        |        |             |             |              |              |        |        |
| 1000 m                                                                            |           |        |        |             |             |              |              |        |        |
| 1500 m                                                                            | n.v.t.    | n.v.t. |        |             |             |              |              |        |        |
| Denis Ajrapetjan Semjon Jelistratov Daniil Ejbog Konstantin Ivljev Pavel Sitnikov | Relay     | n.v.t. | n.v.t. | n.v.t.      | n.v.t.      |              |              |        |        |

Vrouwen
| Naam                                                                                      | Onderdeel | Series | Series | Kwartfinale | Kwartfinale | Halve finale | Halve finale | Finale | Finale |
| Naam                                                                                      | Onderdeel | Tijd   | Rang   | Tijd        | Rang        | Tijd         | Rang         | Tijd   | Rang   |
| ----------------------------------------------------------------------------------------- | --------- | ------ | ------ | ----------- | ----------- | ------------ | ------------ | ------ | ------ |
|                                                                                           | 500 m     |        |        |             |             |              |              |        |        |
| 1000 m                                                                                    |           |        |        |             |             |              |              |        |        |
| 1500 m                                                                                    | n.v.t.    | n.v.t. |        |             |             |              |              |        |        |
|                                                                                           | 500 m     |        |        |             |             |              |              |        |        |
| 1000 m                                                                                    |           |        |        |             |             |              |              |        |        |
| 1500 m                                                                                    | n.v.t.    | n.v.t. |        |             |             |              |              |        |        |
|                                                                                           | 500 m     |        |        |             |             |              |              |        |        |
| 1000 m                                                                                    |           |        |        |             |             |              |              |        |        |
| 1500 m                                                                                    | n.v.t.    | n.v.t. |        |             |             |              |              |        |        |
|                                                                                           | 500 m     |        |        |             |             |              |              |        |        |
| 1000 m                                                                                    |           |        |        |             |             |              |              |        |        |
| 1500 m                                                                                    | n.v.t.    | n.v.t. |        |             |             |              |              |        |        |
|                                                                                           | 500 m     |        |        |             |             |              |              |        |        |
| 1000 m                                                                                    |           |        |        |             |             |              |              |        |        |
| 1500 m                                                                                    | n.v.t.    | n.v.t. |        |             |             |              |              |        |        |
| Jekaterina Jefremenkova Sofia Prosvirnova Vera Rasskazova Jelena Seregina Anna Vostrikova | Relay     | n.v.t. | n.v.t. | n.v.t.      | n.v.t.      |              |              |        |        |

Gemengd
| Naam | Onderdeel | Halve finale | Halve finale | Finale | Finale |
| Naam | Onderdeel | Tijd         | Rang         | Tijd   | Rang   |
| ---- | --------- | ------------ | ------------ | ------ | ------ |
|      | Relay     |              |              |        |        |

### Skeleton
| Naam                  | Onderdeel | Run 1 | Run 1 | Run 2 | Run 2 | Run 3 | Run 3 | Run 4 | Run 4 | Totaal | Totaal |
| Naam                  | Onderdeel | Tijd  | Rang  | Tijd  | Rang  | Tijd  | Rang  | Tijd  | Rang  | Tijd   | Rang   |
| --------------------- | --------- | ----- | ----- | ----- | ----- | ----- | ----- | ----- | ----- | ------ | ------ |
| Vladislav Semjonov    | Mannen    |       |       |       |       |       |       |       |       |        |        |
| Nikita Tregoebov      | Mannen    |       |       |       |       |       |       |       |       |        |        |
| Aleksandr Tretjakov   | Mannen    |       |       |       |       |       |       |       |       |        |        |
| Joelia Kanakina       | Vrouwen   |       |       |       |       |       |       |       |       |        |        |
| Jelena Nikitina       | Vrouwen   |       |       |       |       |       |       |       |       |        |        |
| Alina Tararytsjenkova | Vrouwen   |       |       |       |       |       |       |       |       |        |        |

### Snowboarden
Big air & Slopestyle
| Naam          | Onderdeel      | Kwalificatie | Kwalificatie | Kwalificatie | Kwalificatie | Finale | Finale | Finale | Finale | Finale |
| Naam          | Onderdeel      | Run 1        | Run 2        | Beste        | Rang         | Run 1  | Run 2  | Run 3  | Beste  | Rang   |
| ------------- | -------------- | ------------ | ------------ | ------------ | ------------ | ------ | ------ | ------ | ------ | ------ |
| Vlad Chadarin | Big air (m)    |              |              |              |              |        |        |        |        |        |
| Vlad Chadarin | Slopestyle (m) |              |              |              |              |        |        |        |        |        |

Parallelreuzenslalom
| Naam               | Onderdeel | Kwalificatie | Kwalificatie | Achtste finale    | Kwartfinale       | Halve finale      | Finale            | Finale |
| Naam               | Onderdeel | Tijd         | Rang         | Tegenstander Tijd | Tegenstander Tijd | Tegenstander Tijd | Tegenstander Tijd | Rang   |
| ------------------ | --------- | ------------ | ------------ | ----------------- | ----------------- | ----------------- | ----------------- | ------ |
| Dmitri Loginov     | Mannen    |              |              |                   |                   |                   |                   |        |
| Igor Sloejev       | Mannen    |              |              |                   |                   |                   |                   |        |
| Andrej Sobolev     | Mannen    |              |              |                   |                   |                   |                   |        |
| Vic Wild           | Mannen    |              |              |                   |                   |                   |                   |        |
| Milena Bykova      | Vrouwen   |              |              |                   |                   |                   |                   |        |
| Sofia Nadyrsjina   | Vrouwen   |              |              |                   |                   |                   |                   |        |
| Polina Smolentseva | Vrouwen   |              |              |                   |                   |                   |                   |        |
| Natalja Soboleva   | Vrouwen   |              |              |                   |                   |                   |                   |        |

Snowboardcross
| Naam                          | Onderdeel | Plaatsingsronde | Plaatsingsronde | Plaatsingsronde | Plaatsingsronde | Plaatsingsronde | Plaatsingsronde | Achtste finale | Kwartfinale | Halve finale | Finale | Finale |
| Naam                          | Onderdeel | Run 1           | Run 1           | Run 2           | Run 2           | Snelste         | Rang            | Achtste finale | Kwartfinale | Halve finale | Finale | Finale |
| Naam                          | Onderdeel | Tijd            | Rang            | Tijd            | Rang            | Snelste         | Rang            | Plaats         | Plaats      | Plaats       | Plaats | Rang   |
| ----------------------------- | --------- | --------------- | --------------- | --------------- | --------------- | --------------- | --------------- | -------------- | ----------- | ------------ | ------ | ------ |
| Daniil Donskich               | Mannen    |                 |                 |                 |                 |                 |                 |                |             |              |        |        |
| Jekaterina Lokteva-Zagorskaja | Vrouwen   |                 |                 |                 |                 |                 |                 |                |             |              |        |        |
| Kristina Paoel                | Vrouwen   |                 |                 |                 |                 |                 |                 |                |             |              |        |        |
| Aleksandr Parsjina            | Vrouwen   |                 |                 |                 |                 |                 |                 |                |             |              |        |        |
| Maria Vasiltsova              | Vrouwen   |                 |                 |                 |                 |                 |                 |                |             |              |        |        |

### IJshockey
| Onderdeel | Groepsfase     | Groepsfase     | Groepsfase     | Groepsfase     | Groepsfase | Play-off       | Kwartfinale    | Halve finale   | Finale / BM    | Finale / BM |
| Onderdeel | Opponent Score | Opponent Score | Opponent Score | Opponent Score | Rang       | Opponent Score | Opponent Score | Opponent Score | Opponent Score | Rang        |
| --------- | -------------- | -------------- | -------------- | -------------- | ---------- | -------------- | -------------- | -------------- | -------------- | ----------- |
| Mannen    | CZE            | SUI            | DEN            | n.v.t.         |            |                |                |                |                |             |
| Vrouwen   | SUI            | USA            | CAN            | FIN            |            | n.v.t.         |                |                |                |             |

| Naam | Onderdeel | Resultaat |
| --- | --------- | --------- |
| Sergej Andronov Artjom Anisimov Timoer Biljalov Andrej Tsjibisov Ivan Fedotov Michail Grigorenko Arseni Gritsjoek Nikita Goesev Pavel Karnaoechov Artoer Kajoemov Kirill Martsjenko Artjom Minoelin Nikita Nesterov Aleksandr Nikisjin Sergej Plotnikov Aleksandr Samonov Kirill Semenov Damir Sjaripzjanov Vadim Sjipatsjov Anton Slepysjev Sergej Telegin Dmitri Voronkov Slava Vojnov Jegor Jakovlev Aleksandr Jelesin | Mannen    |           |
| Angelina Gontsjarenko Maria Petsjnikova Ljoedmila Beljakova Nina Pirogova Valeria Pavlova Ilona Markova Fanoeza Kadirova Olga Sosina Jelena Provorova Jekaterina Dobrodejeva Veronika Korzjakova Aleksandra Vafina Oksana Bratisjeva Jelena Dergatsjova Maria Sorokina Anna Sjibanova Anna Savonina Viktoria Koelisjova Jekaterina Nikolajeva Anna Sjochina Polina Bolgareva Diana Farchoetdinova Darja Gredzen           | Vrouwen   |           |

Albanië · Amerikaans-Samoa · Amerikaanse Maagdeneilanden · Andorra · Argentinië · Armenië · Australië · Azerbeidzjan · België · Bolivia · Bosnië en Herzegovina · Brazilië · Bulgarije · Canada · Chili · China · Chinees Taipei · Colombia · Cyprus · Denemarken · Duitsland · Ecuador · Eritrea · Estland · Filipijnen · Finland · Frankrijk · Georgië · Ghana · Griekenland · Groot-Brittannië · Haïti · Hongarije · Hongkong · Ierland · IJsland · India · Iran · Israël · Italië · Jamaica · Japan · Kazachstan · Kirgizië · Kosovo · Kroatië · Letland · Libanon · Liechtenstein · Litouwen · Luxemburg · Madagaskar · Maleisië · Malta · Marokko · Mexico · Moldavië · Monaco · Mongolië · Montenegro · Nederland · Nieuw-Zeeland · Nigeria · Noord-Macedonië · Noorwegen · Oekraïne · Oezbekistan · Oost-Timor · Oostenrijk · Pakistan · Peru · Polen · Portugal · Puerto Rico · Roemenië · San Marino · Saoedi-Arabië · Servië · Slovenië · Slowakije · Spanje · Thailand · Trinidad en Tobago · Tsjechië · Turkije · Verenigde Staten · Wit-Rusland · Zuid-Korea · Zweden · Zwitserland
Russische ploeg